# Ванделла, Сара
Сара Ванделла (англ. Sarah Vandella, род. 2 декабря 1983, Хоппог, Нью-Йорк) — американская порноактриса.

## Биография
Сара родилась и выросла в семье реформистских иудеев в Хиксвелле (штат Нью-Йорк). Во время учёбы в школе она подрабатывала в Dunkin’ Donuts и парикмахерской. После окончания школы Сара работала танцовщицей в секс-шопе, а также в двух борделях в Неваде (Wild Horse Adult Resort & Spa и Sheri’s Ranch).
Сара Ванделла пришла в порноиндустрию в 2007 году в возрасте 24 лет. С 2009 по 2010 год она работала на студию Zero Tolerance под именем Сара Слоан (англ. Sara Sloane). За это время она снялась в более чем 20 фильмах студии, после чего уволилась и стала сниматься под своим настоящим именем. Сара до 2012 года снималась в основном в сценах глубокого орального секса, лишь изредка исполняла анальный секс. С 2012 года Сара начала больше сниматься в сценах анального секса, в своих интервью Сара говорит, что мечтает сниматься в жёстких гэнг-бэнг сценах.
По данным на 2022 год Сара Ванделла снялась в 1072 порнофильмах.

## Награды и номинации
- 2009 номинация на XRCO Award — Deep Throat Award[9]
- 2009 номинация на Urban X Award — Лучшая парная сцена секса — Booty I Like 5[10]
- 2010 номинация на AVN Award — Лучшая парная сцена секса — Booty I Like 5[11]
- 2010 номинация на AVN Award — Лучшая сцена секса от первого лица — Pole Position: Lex POV 9[11]
- 2011 номинация на AVN Award — Лучшая актриса второго плана — Official Wife Swap Parody[12]
- 2011 номинация на AVN Award — Лучшая сцена стриптиза — Downtown Girls[12]
- 2011 номинация на AVN Award — Лучшая сцена триолизма (Ж/Ж/М) — All About Sara Sloane[12]
- 2011 номинация на AVN Award — Лучшая лесбийская сцена секса за фильм Girlfriends 2 (вместе с Санни Леоне, Хизер Вандевен и Энн Мари)
- 2012 номинация на AVN Award — Лучшая актриса второго плана — Official Psycho Parody[13]
- 2012 номинация на AVN Award — Лучшая сцена мастурбации — Superstar Showdown: Alexis Texas vs. Sarah Vandella[13]
- 2012 номинация на AVN Award — Лучшая сцена группового лесбийского секса — All About Kagney Linn Karter[13]
- 2012 номинация на XBIZ Award — Лучшая актриса — полнометражный фильм — Bridesmaids XXX[14]
- 2016 номинация на XBIZ Award — Лучшая актриса — полнометражный фильм — Love, Sex & TV News